# József Antall
József Jr. Antall (kisjenői, adică de Kisjenő) (n. 8 aprilie 1932 - d. 12 decembrie 1993). A fost un om politic, istoric și pedagog ungar. 
Participant la revoluția din 1956 din Ungaria, a devenit după 1988 lider al partidului conservator de opoziție Forumul Democratic Maghiar între 1989 - 1993. Antall a fost cel dintâi prim-ministru al Ungariei ales prin alegeri democratice după căderea regimului comunist în 1989. El a condus guvernul ungar între  3 mai 1990 și 12 decembrie 1993.

## Biografie
József Antall provenea dintr-o familie de mici nobili. Tatăl său, József Sr.Antall, de profesie jurist, a fost activ în politica din țara sa, fiind în 1931 unul dintre fondatorii Partidului Independent al Micilor Proprietari agrari și ocupând mai multe funcții ministeriale. În anii celui de-al Doilea Război Mondial, după ocuparea Ungariei de germani și instalarea guvernului Döme Sztójay el a fost arestat de Gestapo. După război a ocupat funcția de ministru al construcțiilor până în 1946.
Mama lui Antall a fost Irén Szűcs, fiica politicianului István Szűcs și a unei  educatoare. Antall a mai avut o soră, Edith, al cărei soț, Géza Jeszenszky, a ocupat mai târziu postul de ministru de externe. Soția sa a fost Klára Fülepp, cu care a avut doi copii, György Antall, avocat, și Péter Antall, fotoreporter.

## Antall și politica
În 1955, a început să predea la universitatea Eötvos József. În octombrie 1956 a participat la reînnoirea Partidului Independent Țărănesc Mic. În timpul Revoluției din 1956 a fost arestat de mai multe ori, dar a putut să predea în continuare. În 1957 a predat la universitatea Ferenc Toldy, dar din cauza vederilor sale politice, după 1959 nu i s-a mai permis sa predea

## Prim-ministru
În 22 martie 1989 opoziția a ținut o masă rotundă, Antall fiind delegat al partidului Forumul Democrat Maghiar. Tema era schimbarea pașnică a sistemului de la comunism la democrație. Antall a pregătit schimbarea Constituției, și a ajuns la un compromis cu foștii conducători comuniști, devenind o persoană populară.
În 21 octombrie 1989  Antall a fost ales drept candidat pentru postul de prim-ministru al Forumului Democrat, la alegerile din 1990. Forumul Democrat a câștigat alegerile. În 23 mai 1990 Antall a format primul guvern post-comunist. În coaliție erau partidele: țărănesc mic și creștin-democrat.
În 1991 tatălui său, József Antall senior, i s-a conferit postum, ca și preotului Jakab Raile, certificatul de "drept între popoare" din partea Institutului Yad Vashem din Israel,
József Antall a decedat la Budapesta la 12 decembrie 1993. 